# Jarosław Kaźmierski
Jarosław Kaźmierski (ur. 22 grudnia 1954 w Warszawie) – polski lekkoatleta chodziarz.

## Kariera sportowa
W latach 1971–1973 zajmował miejsca medalowe w kategoriach juniorskich, w tym zdobył mistrzostwo Polski juniorów na dystansie 20 km w 1972.
W 1980 roku zajął 3. miejsce na mistrzostwach Polski seniorów w chodzie na 20 km na zawodach rozegranych w Łodzi. W 1982 na tym samym dystansie, w Lublinie sięgnął po tytuł wicemistrzowski.
Reprezentował Polskę na arenie międzynarodowej – brał udział w zawodach pucharu świata w chodzie sportowym w 1977 na dystansie 20 km, gdzie zajął 16. miejsce, reprezentacja Polski była wówczas 5. Dwa lata później w niemieckim Eschborn zajął 24. miejsce w pucharze świata indywidualnie, a drużynowo 6. pozycję. W 1981 zajął 36. miejsce (przy 6. reprezentacji), osiągnięcie powtórzył w 1983 również zajmując 36. pozycję (przy 8. reprezentacji). Brał udział w turniejach eliminacyjnych do tych zawodów.
Występował też w międzypaństwowych meczach lekkoatletycznych m.in. w 1974 ze Szwecją, w 1975 i 1976 ze Szwecją i Finlandią oraz w 1978 z Finlandią.
W czasie swojej kariery należał do klubu lekkoatletycznego Skry Warszawa.

## Osiągnięcia

### Seniorzy – międzynarodowe
| Rok  | Impreza                 | Miejsce       | Konkurencja    | Pozycja     | Wynik     |
| ---- | ----------------------- | ------------- | -------------- | ----------- | --------- |
| 1977 | Puchar świata w chodzie | Milton Keynes | chód na 20 km  | 16. miejsce | 1:30:39,0 |
| 1977 | Puchar świata w chodzie | Milton Keynes | chód drużynowy | 5. miejsce  | 112 pkt.  |
| 1979 | Puchar świata w chodzie | Eschborn      | chód na 20 km  | 24. miejsce | 1:25:17   |
| 1979 | Puchar świata w chodzie | Eschborn      | chód drużynowy | 6. miejsce  | 127 pkt.  |
| 1981 | Puchar świata w chodzie | Walencja      | chód na 20 km  | 36. miejsce | 1:34:18   |
| 1981 | Puchar świata w chodzie | Walencja      | chód drużynowy | 6. miejsce  | 150 pkt.  |
| 1983 | Puchar świata w chodzie | Bergen        | chód na 20 km  | 36. miejsce | 1:29:32,5 |
| 1983 | Puchar świata w chodzie | Bergen        | chód drużynowy | 8. miejsce  | 126 pkt.  |

### Seniorzy – krajowe
| Rok  | Impreza                     | Miejsce | Konkurencja   | Pozycja    | Wynik     |
| ---- | --------------------------- | ------- | ------------- | ---------- | --------- |
| 1980 | Mistrzostwa Polski seniorów | Łódź    | chód na 20 km | 3. miejsce | 1:31:39,1 |
| 1982 | Mistrzostwa Polski seniorów | Lublin  | chód na 20 km | 2. miejsce | 1:29:17   |

### Juniorzy – krajowe
| Rok  | Impreza                               | Miejsce   | Konkurencja    | Pozycja    | Wynik     |
| ---- | ------------------------------------- | --------- | -------------- | ---------- | --------- |
| 1971 | Mistrzostwa Polski juniorów młodszych | Katowice  | chód na 5000 m | 2. miejsce | 24:40,4   |
| 1972 | Mistrzostwa Polski juniorów           | Otwock    | chód na 20 km  | 1. miejsce | 1:38:25,8 |
| 1973 | Mistrzostwa Polski juniorów           | Wałbrzych | chód na 10 km  | 2. miejsce | 48:07,06  |